# Sarría (Álava)
Sarría (oficialmente Sarria) es un concejo del municipio de Zuya, en la provincia de Álava, País Vasco (España).

## Etimología
Aparece nombrado por vez primera en la documentación en 1257 y en 1338, en la carta fundacional de Monreal de Murguía.

## Historia
Lugar de señorío del valle y hermandad de Zuya, aparece recogido en la fundación de la población de Monreal de Zuya en 1338, que recibió fuero de población en dicho año por parte del rey Alfonso XI de Castilla y León.

## Demografía
| Gráfica de evolución demográfica de Sarría entre 2000 y 2019 |
|                                                              |
| Población de derecho según los censos de población del INE.  |

## Monumentos

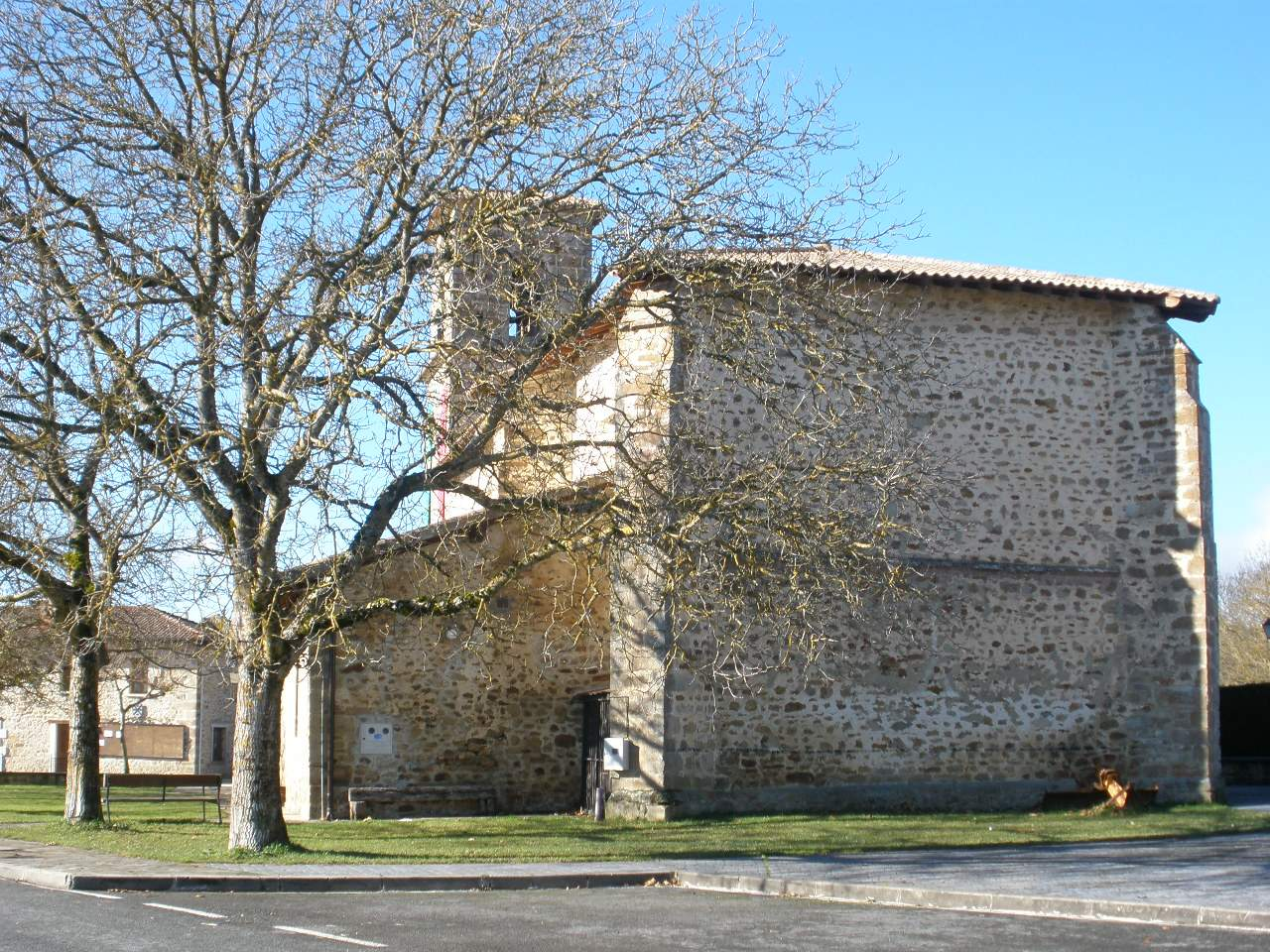
Iglesia de San Lorenzo

- Palacio  de  Iturrate. De cuerpo central de planta rectangular, con dos cuerpos laterales más altos y escudo.
- Iglesia parroquial de San Lorenzo. Fábrica barroca pero conservando dos canecillos románicos medievales, posee un retablo mayor neoclásico que data de 1801, diseñado por Pantaleón Ortiz de Zárate, con imágenes de Mauricio de Valdivielso El Santero.
- Ermita de la Concepción. Data de 1590, siendo su fundador Pedro Martínez de Sarría, y albergando en su interior un retablo mayor barroco y una imagen barroca de la Purísima.
- Puente de San Martín o Puente de LandaKubei. De un ojo de medio punto, se sitúa sobre el río Ugalde.
- Puente Blanco. Se sitúa sobre el cauce del río Bayas.

## Fiestas
- 25 de julio (Santiago Apóstol).
- 10 de agosto (San Lorenzo).
- 25 de diciembre (Cortejo navideño).

## Personajes ilustres
- Pedro Martínez de Sarría. Fundador de la ermita de la Purísima Concepción de Sarría y de una escuela para los niños del valle de Zuya en 1640.
- Domingo Martínez de Murguía. Ilustre marino que benefició a la ciudad de Cádiz, debiéndose al mismo la calle de Murguía de la ciudad gaditana.